# Höll-Martinsberg
Das Naturschutzgebiet Höll-Martinsberg liegt im Landkreis Alzey-Worms in Rheinland-Pfalz. Das 19,8 ha große Gebiet, das im Jahr 1984 unter Naturschutz gestellt wurde und aus vier Teilflächen besteht, erstreckt sich südlich der Ortsgemeinde Siefersheim zu beiden Seiten der Landesstraße L 400. Unweit südlich verläuft die L 409.